# Линдберг, Чед
Чед Та́йлер Ли́ндберг (англ. Chad Tyler Lindberg; род. 1 ноября 1976, Маунт-Вернон, Вашингтон, США) — американский актёр.

## Биография, карьера
Родился в 1976 году в городке Маунт-Вернон в штате Вашингтон. Проходил обучение актёрскому мастерству в университете Маунт-Вернона. В 1995 году после окончания обучения переехал в Голливуд.
Свою первую роль сыграл в художественном фильме «Рождённая свободной» в 1995 году. В дальнейшем актёр принимал участие в съёмках различных кинофильмов и сериалов, в частности, среди наиболее известных работ Линдберга — участия в кинофильме «Форсаж» (в роли Джесси) и телесериале «Сверхъестественное» (в роли Эша). Актёр также известен благодаря исполнению одной из главных ролей в ремейке 2010 года «Я плюю на ваши могилы».
В 2009 году Чед Линдберг стал героем документального фильма «My Big Break».

## Избранная фильмография

### Фильмы
- «Скоростной Гари» (1998)
- «Октябрьское небо» (1999)
- «Форсаж» (2001)
- «Новичок» (2002)
- «Последний самурай» (2003)
- «Единожды падший» (2010)
- «Я плюю на ваши могилы» (2010)
- «Я, Алекс Кросс» (2012)
- «Охранник» (2017)

### Телесериалы
- «Секретные материалы» (1998)
- «Сверхъестественное» (2006)
- «Сыны анархии» (2009)
- «Плащ» (2011)
- «Мыслить как преступник» (2011)
- «Касл» (2012)